# Gonodes netopha
Gonodes netopha là một loài bướm đêm trong họ Noctuidae.